# 塞席爾盧比
塞席爾盧比（法語：Roupie seychelloise）是塞席爾的流通貨幣。輔幣單位為分，1盧比=100分。貨幣編號SCR。

## 外部連結
- 唐的世界硬币画廊：Seychelles
- 罗恩·怀斯的世界纸币：Seychelles 镜像网站
- 现代金融系统表格－库尔特·舒勒制作：Seychelles 镜像网站
- 环球货币历史：Seychelles
- 《环球金融资料》货币历史表格（ 微软试算表格式）